# Impulse! Records

Markenlogo des Unternehmens Impulse! Records

Impulse! ist ein auf Jazzmusik spezialisiertes Schallplattenlabel. Es gehört heute zu UMG Companies (Universal Music Group).

## Entwicklung des Labels
1960 gelang es dem Produzenten Creed Taylor, sein Plattenunternehmen ABC-Paramount zu überzeugen, ihn das neue Jazzlabel Impulse! aufbauen zu lassen. Taylor schuf den Slogan „The New Wave In Jazz“ und zwischen 1961 und 1976 konnte das Label diesem Anspruch voll und ganz gerecht werden. Viele der aufregendsten und innovativsten Jazzkünstler der Zeit konnten hier – ohne den üblichen kommerziellen Zwängen ausgesetzt zu sein – zwischen den markant schwarz und orangefarben, sowie einer dritten Farbe oder weiß, gestalteten aufklappbaren Albumcovern ihre Ideen verwirklichen. Dank der modernen Labelpolitik und der guten Kapitalausstattung durch den ABC-Konzern wurden innerhalb kurzer Zeit international bekannte Künstler wie John Coltrane, Coleman Hawkins, Shelly Manne, Freddie Hubbard, Art Blakey, Charles Mingus, Shirley Scott, Archie Shepp, Yusef Lateef, Sonny Rollins, Ornette Coleman und Chico Hamilton verpflichtet. So wurde Impulse! zu einem der einflussreichsten und wichtigsten Labels der 1960er Jahre.
Vor allem das Werk John Coltranes (beispielsweise sein Album A Love Supreme) sollte zum Herzstück und Zugpferd des Impulse!-Katalogs werden. Als Anerkennung für das künstlerische Schaffen und den wirtschaftlichen Erfolg des Saxophonisten sollte das Label seine 2006 veröffentlichte vierteilige CD-Box mit einer Zusammenfassung seines Katalogs The House That Trane Built – The Story of Impulse Records nennen.  Als Coltrane unter Vertrag genommen wurde, heuerte ABC-Paramount für den ausscheidenden Creed Taylor, der von Verve abgeworben worden war, den Produzenten Bob Thiele und den Toningenieur Rudy Van Gelder an; die beiden prägten den gesamten Stil des Labels und dessen Veröffentlichungen in den Jahren bis 1969 nachhaltig.
Nach dem Weggang Bob Thieles, der das Label Flying Dutchman gründete, wurde im Sommer 1969 Ed Michel Produzent bei Impulse, das seinen Geschäftssitz in dieser Zeit nach Los Angeles verlegte. In Michels Ära fallen Veröffentlichungen von Pharoah Sanders (Jewels of Thought, 1970 und Thembi, 1971), Gato Barbieri, Sam Rivers, Archie Shepp, Alice Coltrane (Ptah, the El Daoud, 1970), Ahmad Jamal (The Awakening, 1970), Keith Jarrett (Fort Yawuh, 1972) sowie Editionen aus dem Nachlass von  John Coltrane, wie Sun Ship oder Interstellar Space und die
Publikation der Saturn Recordings von Sun Ra aus den 1950er und 1960er Jahren.
Hinzu kam 1971 Steve Backer, der die Promotion-Abteilung an der Ostküste leitete.
Ed Michel blieb bis 1975 beim Impulse-Label und wurde dann von Esmond Edwards abgelöst; dieser veröffentlichte die letzten vier Alben Keith Jarretts, unternahm aber den Versuch, dem Unternehmen mit Veröffentlichungen von Blues-Alben von Jimmy Ponder, Bobby Bland und B.B. King eine etwas veränderte Identität zu geben. Mit dem Verkauf von ABC Records an MCA endeten die Aktivitäten des Impulse-Labels. Ein letzter kommerzieller Erfolg war das Album Hard Work des Saxophonisten John Handy 1976. Letzte Veröffentlichungen 1977 waren die Alben Byablue von Keith Jarrett, First Meditations von John Coltrane und schließlich Change, Change, Change – Live at the Roxy von Les McCann.
Mitte der 1980er-Jahre gab es unter der Schirmherrschaft von MCA ein kurzes Comeback des Labels. Am erfolgreichsten war hier wohl der Tenorsaxophonist Michael Brecker, der Spitzenpositionen in den Charts erreichte und einen Grammy erhielt.
Ab 1995 reaktivierte Tommy LiPuma das Label wieder. Seitdem wurden zahlreiche Impulse!-Klassiker mit den Originalcovern und -Begleittexten digital neu gemastert und auf CD wiederveröffentlicht. Zusätzlich wurden aber auch neue Alben von Künstlern wie McCoy Tyner, Horace Silver, Danilo Pérez, Eric Reed, Donald Harrison, Gregory Tardy, Diana Krall und Brandee Younger (Somewhere Different, 2021) veröffentlicht. Impulse! befindet sich gegenwärtig unter dem Dach von Verve, wo es 2014 von Jean-Philippe Allard ein weiteres Mal für Neuaufnahmen von kammermusikalischem Jazz, etwa von Ran Blake, Charlie Haden / Jim Hall oder Kenny Barron / Dave Holland reaktiviert wurde. 2018/19 erschien bei Impulse! wiederentdeckte Aufnahmen John Coltranes, Both Directions at Once: The Lost Album und Blue World.

## Bedeutende Alben
- 1960 – Ray Charles: Genius + Soul = Jazz (AS 2)
- 1961 – Gil Evans: Out Of the Cool (AS 4)
- 1961 – John Coltrane: Africa/Brass (AS 6)
- 1961 – John Coltrane – Coltrane „Live“ at the Village Vanguard (AS 10)
- 1962 – Benny Carter: Further Definitions (AS 12)
- 1963 – Duke Ellington and John Coltrane (AS 30)
- 1963 – Charles Mingus: The Black Saint and the Sinner Lady (AS 35)
- 1964 – Charles Mingus: Mingus Mingus Mingus Mingus Mingus (AS 54)
- 1964 – Archie Shepp: Four for Trane (AS 71)
- 1964 – John Coltrane: A Love Supreme (AS 77)
- 1966 – John Coltrane: Ascension (AS 95)
- 1967 – Archie Shepp: Mama Too Tight (AS 9134)
- 1968 – Alice Coltrane: A Monastic Trio (AS 9156)
- 1969 – Archie Shepp: The Way Ahead (AS 9170)
- 1969 – Albert Ayler: Music Is the Healing Force of the Universe (AS 9191)
- 1969 – Pharoah Sanders: Karma (AS 9181)
- 1970 – Charlie Haden: Liberation Music Orchestra (AS 9183)
- 1972 – Archie Shepp: Attica Blues (AS/AQ 9222)
- 1973 – Gato Barbieri: Chapter One: Latin America (AS/AQ 9248)
- 1974 – Sam Rivers: Crystals (ASD 9286)
- 1977 – Keith Jarrett: Byablue (ASD 9331)[1]